# Mogilno (gmina)
Pour les articles homonymes, voir Mogilno (homonymie).
Mogilno est une gmina mixte du powiat de Mogilno, Couïavie-Poméranie, dans le centre-nord de la Pologne. Son siège est la ville de Mogilno, qui se situe environ 52 km au sud de Bydgoszcz.
La gmina couvre une superficie de 256,11 km2 pour une population de 24 822 habitants.

## Géographie
La gmina est bordée par les gminy de Dąbrowa, Inowrocław, Mogilno, Pakość et Strzelno.